# Дитрих фон Альтенбург
Ди́трих фон А́льтенбург (нем. Dietrich von Altenburg; ? — 1341) — 19-й великий магистр Тевтонского ордена, находился в этой должности в 1335—1341 годах.

## Биография
Дитрих фон Альтенбург был сыном альтенбургского бургграфа Дитриха II (ум. 1303), и происходил тем самым из влиятельного имперского дворянского рода на территории современной восточной Германии. После смерти своего брата Альбрехта в 1329 году оказался последним представителем своего рода.
В 1307 году он стал членом Тевтонского ордена, и был затем комтуром Рагнита (1320—1324) и Бальги (1326—1331). В первый год пребывания в Бальге фон Альтенбург основал город Бартошице (рядом с замком, на левом берегу Лыны) и замок в Сонточеке. В 1325 по распоряжению великого магистра Вернера фон Орзельна основал замок Илав (Прейсиш-Эйлау, Багратионовск). С 1331 года он стал маршалом Тевтонского ордена и захватил у поляков Куявию. За преступления, совершённые во время куявской кампании, он предстал перед папским судом.
После избрания великим магистром фон Альтенбург занялся строительством и реконструкцией орденских замков. Он начал реконструкцию церкви Девы Марии в Мариенбурге, построил главную башню, при нём были завершены первый постоянный мост через Ногат и Мостовые ворота.
Намереваясь начать переговоры с поляками, фон Альтенбург в 1341 году отправился в Торн, но в октябре умер от болезни. Он был первым из великих магистров Тевтонского ордена, похороненных в часовне святой Анны в Мариенбурге, его могильная плита находится там и сейчас.